# Sólolezení
Sólolezení je horolezecká disciplína, při které je (horo)lezec zcela sám. Můžeme jej rozdělit podle druhu lezení na technické a volné, Volné sólolezení pak ještě podle jištění na jištěné - pomocí samojištění, nebo nejištěné, zvané též free solo, kdy je úspěch a přežití zcela závislé jen na schopnostech a zkušenostech lezce, jeho odhadu terénu a na míře objektivního nebezpečí. Sólolezení je nejnebezpečnějším a nejnáročnějším podnikáním v horolezectví a v historii není mnoho známých sólolezců, kteří se úspěšně dožili penze.
Ve výškovém horolezectví při zdolávání nejvyšších vrcholů se technicky vzato leze často také sólo, protože zatímco je terén lezecky zpravidla většinou lehký, míra objektivního rizika je zde daleko vyšší a bezpečnost zde netkví v jištění, ale v rychlosti postupu a co nejkratším pobytu v nebezpečných místech. Lezecké družstvo je pak vlastně tvořeno skupinou samostatně postupujících lezců bez jištění, kteří se vzájemně psychicky podporují, což se v oboru výškového horolezectví jako sólo nepočítá (mohou spolu také tábořit, nebo si vzájemně pořizovat foto a videodokumentaci).
Pro samojištění sólolezce se vyrábí jistidla Soloist, Silent Partner, lze použít Cinch nebo neoficiálně upravené Grigri. Princip spočívá v tom, že se lano připevní ke stanovišti a lezec postupuje vzhůru s tím, že má na svém úvazu jisticí pomůcku, která při pádu způsobí plynulé zabrzdění pádu. Během dlouhého výstupu se ke stanovišti musí shora vrátit a jištění vyjmout.
Mezi známé sólolezce patřili například Paul Preuss, Reinhold Messner, známý je sólo prvovýstup Bonattiho pilíře na Petit Dru v oblasti Chamonix, který vykonal Walter Bonatti. Z našich horolezců lezl nejčastěji sóla Miroslav Šmíd